# Раковина (сантехніка)

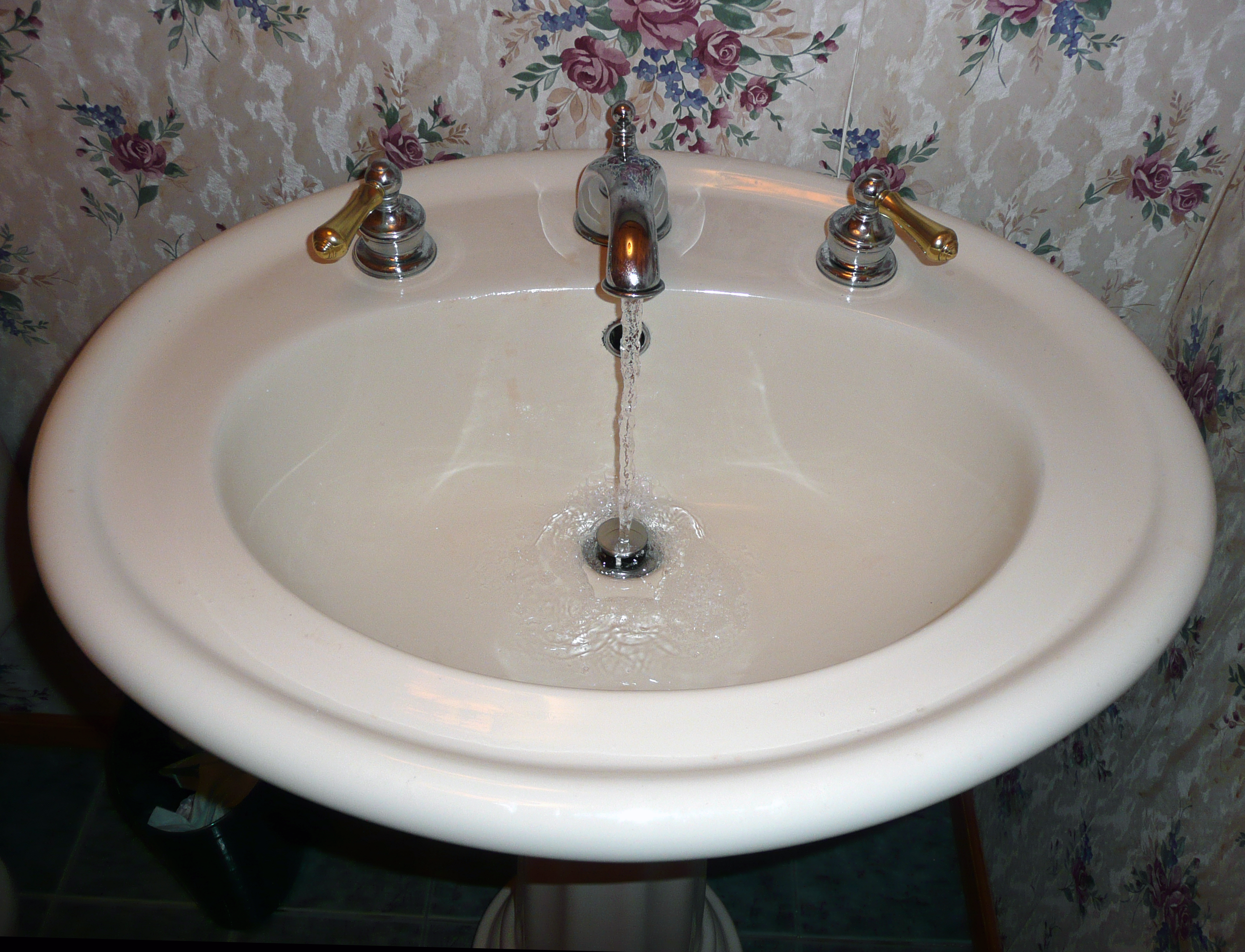
Типова раковина

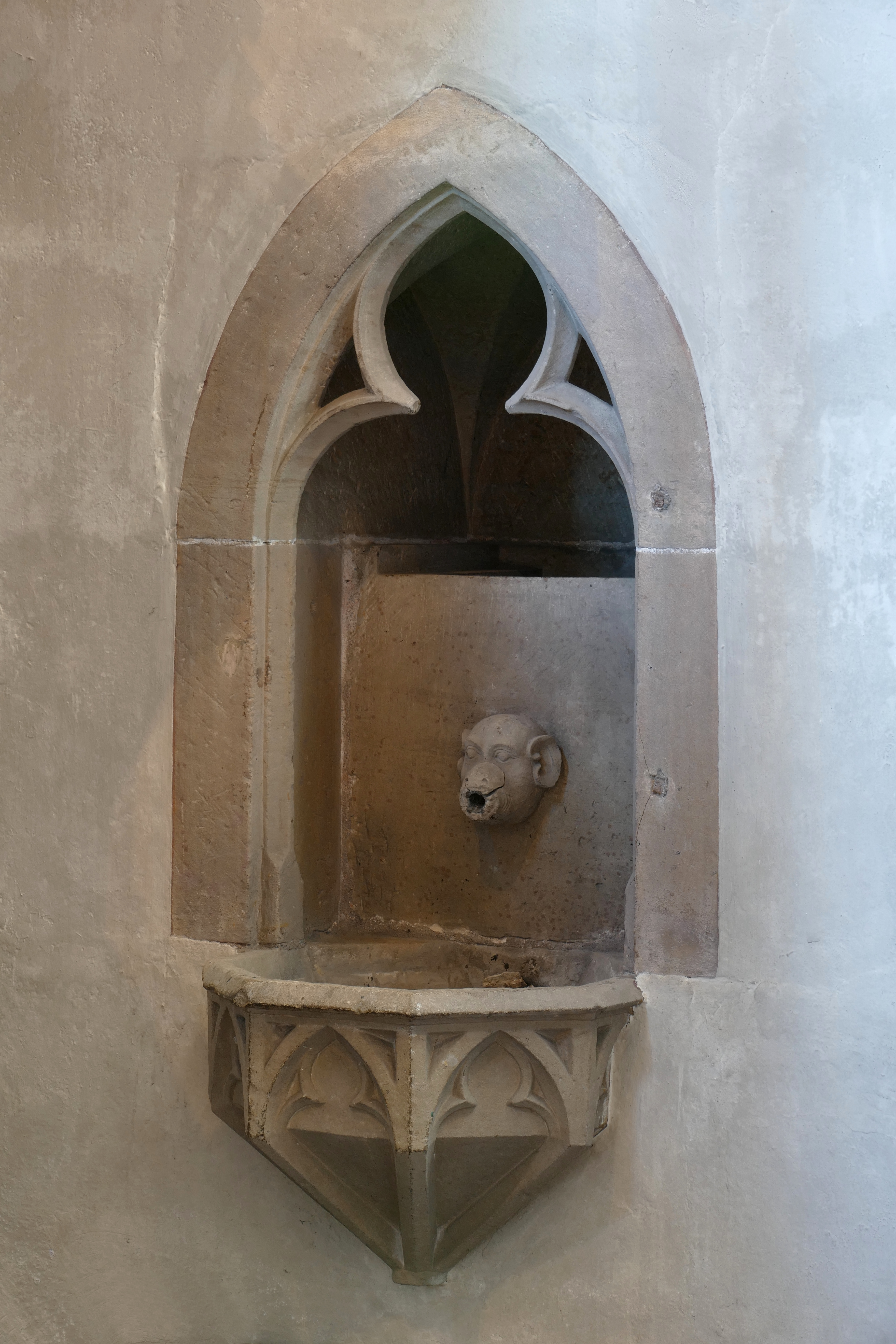
Готичний умивальник XV століття. Церква Внебовзяття Божої Матері, Розенвіллер, Нижній Рейн, Німеччина

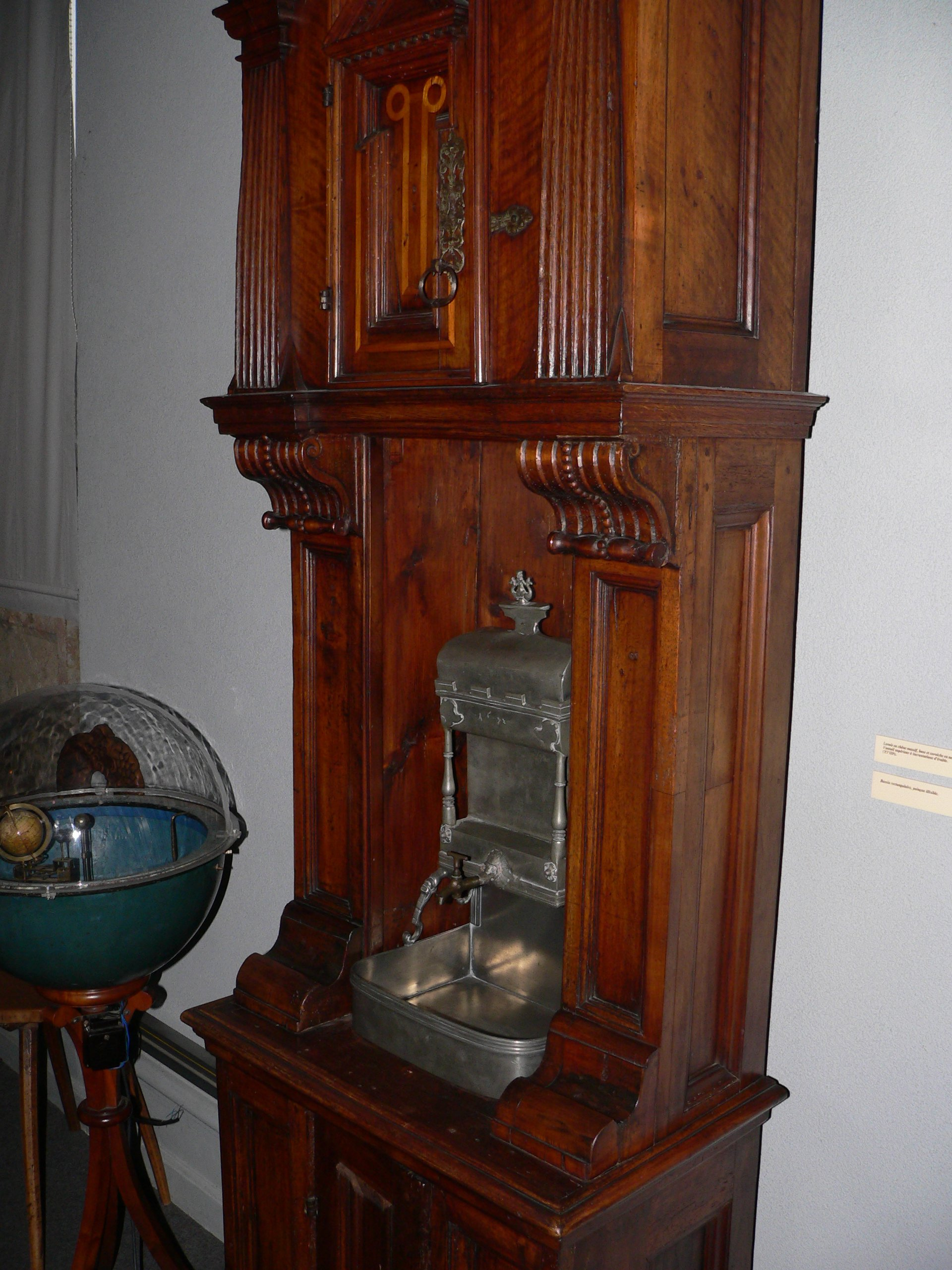
Старовинний умивальник з резервуаром

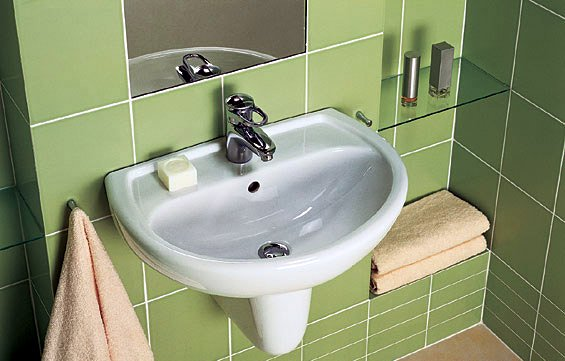
Керамічна раковина.

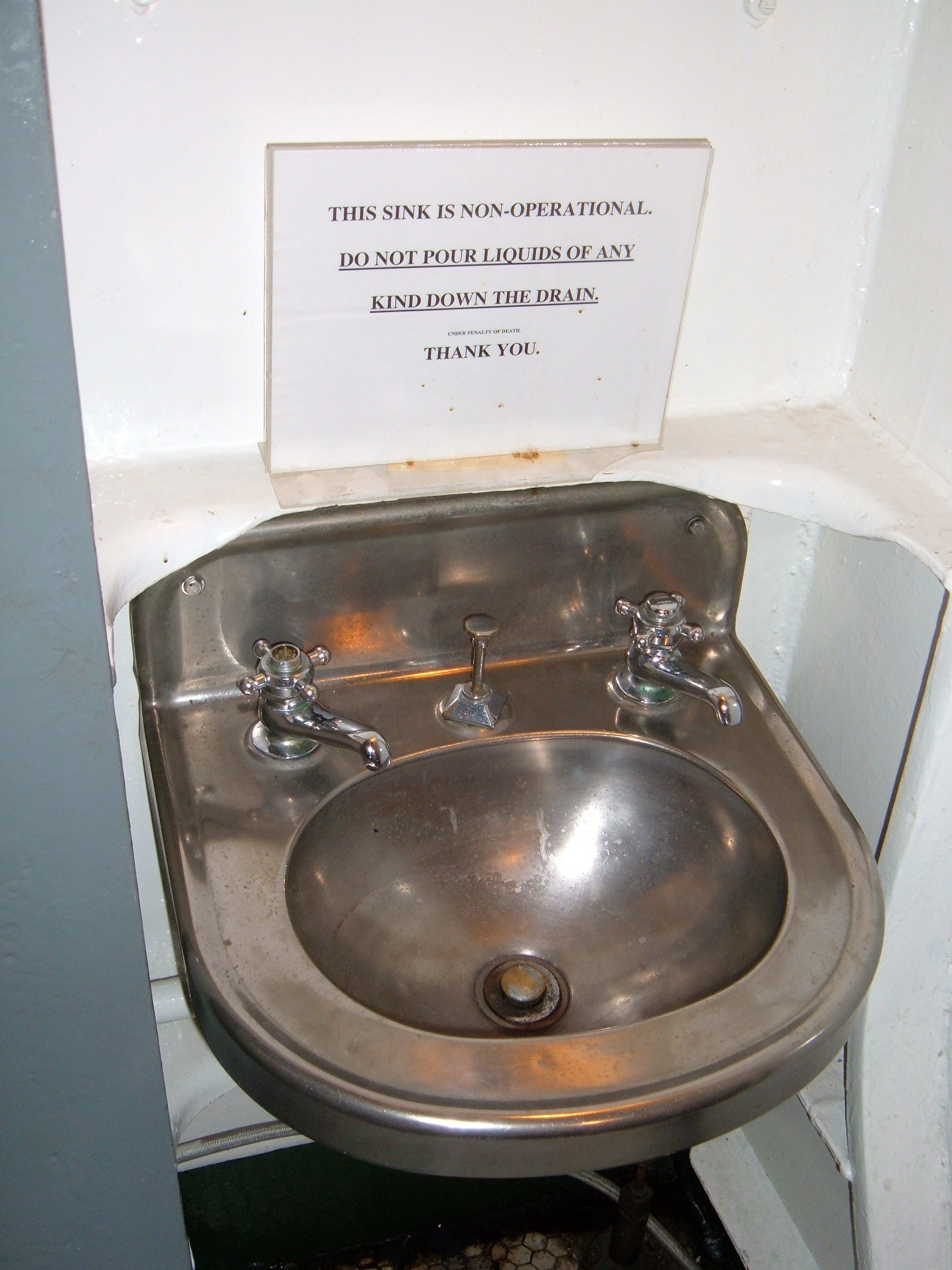
Мийка на пристані в Сан-Франциско.

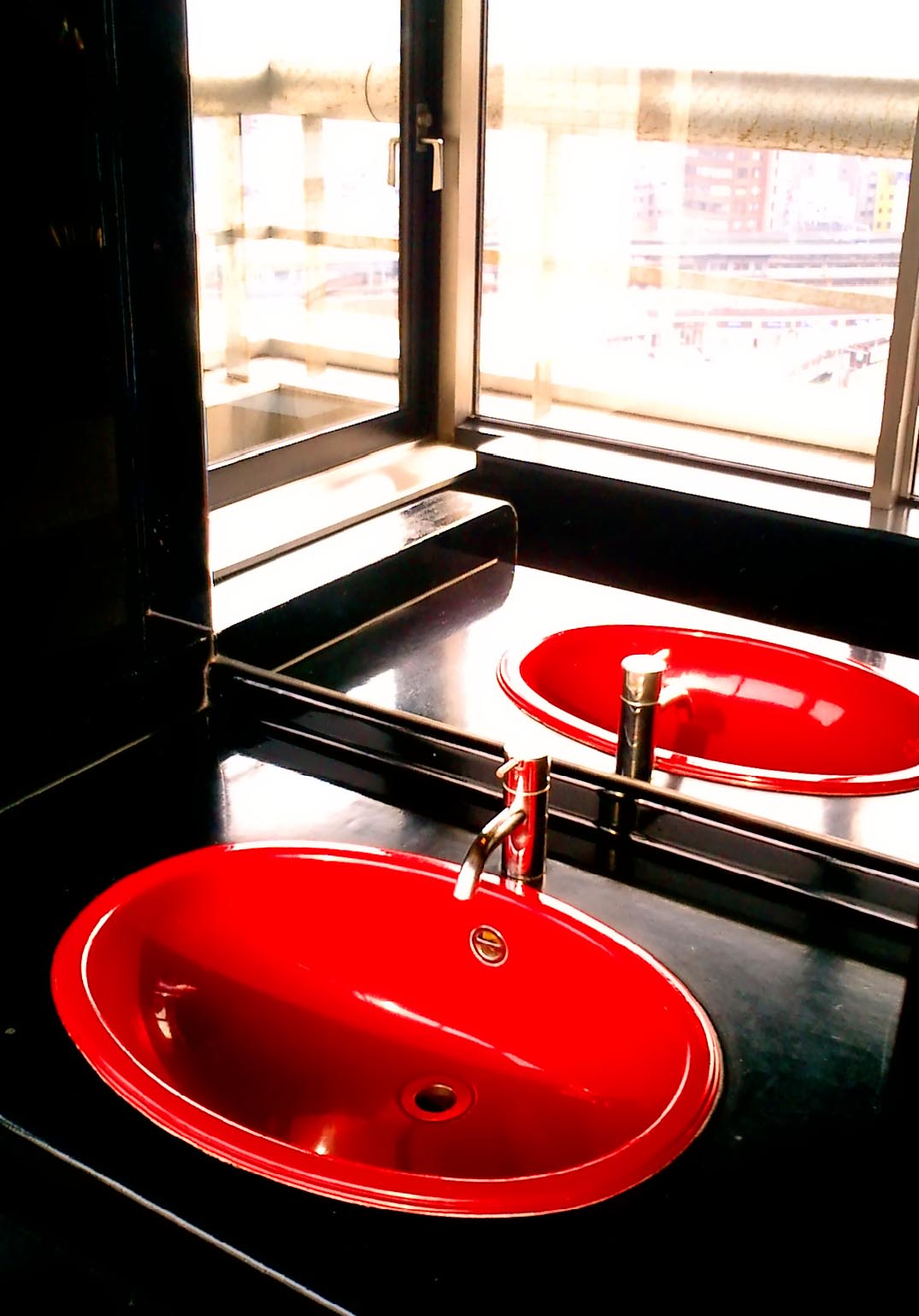
Раковини різного кольору.

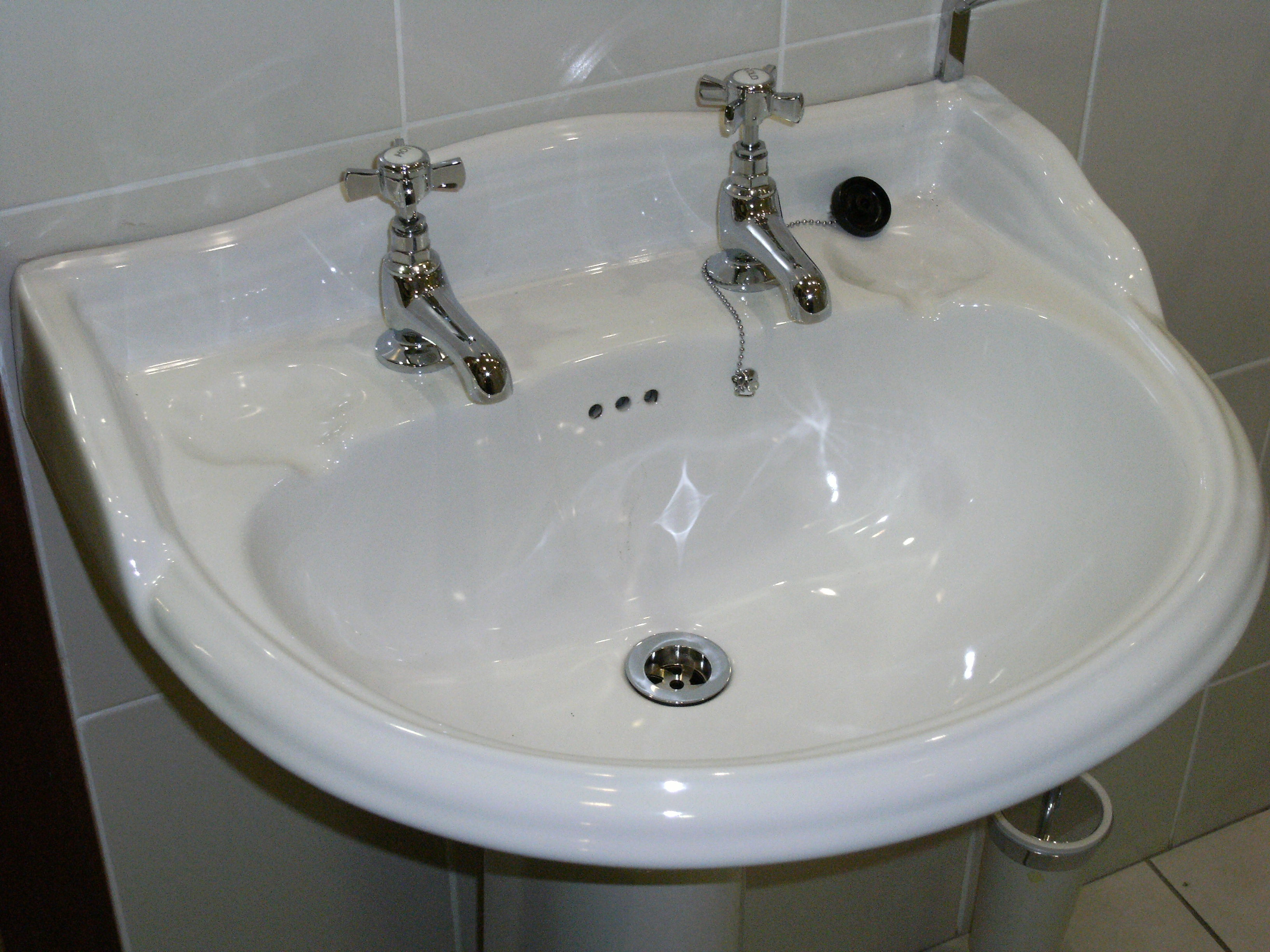
Традиційна англійська раковина з двома кранами без змішувача

 МУШЛЯ— чашоподібне санітарно-технічне обладнання для миття рук, для миття посуду та інших мет.
Назву пристрій отримав завдяки схожості за формою з великою мушлею двостулкових молюсків, подібну ж аналогію можна побачити і в польській мові: muszla klozetowa означає в ній «унітаз». Мушлі, призначені для умивання, ще називають умивальниками, для миття посуду — мийками.

## Історія
Пристрої для миття обличчя і рук з'явилися задовго до появи хатнього водопроводу. В Античності і Середньовіччі використовувалися фігурні глечики для миття рук — водолії (акваманіли). У сільському побуті аж до нашого часу вживаються підвісні рукомийники. Предками сучасних раковин можна вважати умивальні тази (які іноді встановлювались на спеціальному столику з круглим вирізом), а також маленькі басейни-лаваторії, влаштовані біля надвірних фонтанів, що були поширені в монастирях. Ченці після виконання роботи мали вимити руки й обличчя, щоб чистими приступити до меси чи літургії. У католицьких країнах їх називали lavabo — від форми першої особи однини майбутнього часу дійсного способу латинського дієслова lavare («мити»). Можливо, це пов'язане з формулою, яку промовляє священик під час меси, перед тим, як вмити руки — «Lavabo inter innocentes manus meas» («Умию серед невинних руки мої»). Слово lavabo закріпилося в багатьох романських мовах (французькій, іспанській, італійській, каталонській) для позначення раковин-умивальників.
Умивальники з краном і стоком води можуть використовуватися і за відсутності водопроводу. Вода наливається в спеціальний резервуар, а під зливом розташовується ємність для використаної води.

## Загальний опис
Раковини зазвичай мають крани (вентилі), які постачають гарячу і холодну воду і можуть включати в себе функцію розпилення, що прискорює промивання. Вони також включають в себе стік, щоб видалити використану воду в каналізацію (за її відсутності — в підставлену ємність). Злив може перекриватися пробкою, іноді її роблять вбудованою в раковину, приводжуваною в дію маленьким важільцем. Над умивальною раковиною часто встановлюють дзеркало, поруч розміщують мильниці (чи вбудований дозатор мила), тримач для рушників чи рукосушарку, стакани для зубних щіток та інше туалетне приладдя.
Деякі раковини для уникнення переповнення і проливання води на підлогу оснащаються переливом, отвір якого розташовується під краном. У Великій Британії традиційними були раковини з двома кранами — один для холодної води, другий для гарячої, змішування води відбувається прямо в раковині із закритою пробкою.
Існують раковини, де можна перемикати потік води на вбудований фільтр, щоправда, потік води тоді менший. У багатьох київських будинках, споруджених в перші роки після Чорнобильської катастрофи, встановлювали раковини такої конструкції[джерело?].
Для усунення засмічення стоку використовують вантуз, сантехнічний трос і хімічний очисник водостоків.

## Матеріали
Раковини виготовлені з різних матеріалів:
- кераміка
- бетон
- мідь
- Емаль по сталі або чавуну
- скло
- граніт
- мармур
- пластик
- мильний камінь
- нержавіюча сталь
- камінь
- тераццо
- дерево

Нержавіюча сталь широко використовується в кухнях і становить непоганий компроміс між вартістю, зручністю використання, довговічністю і легкістю чищення.
Емальований чавун є популярним матеріалом для раковини кухні та ванної кімнати. Важкі і міцні, ці раковини можуть бути також виготовлені в дуже широкому діапазоні форм і кольорів. Як і з нержавіючої сталі, вони дуже стійкі до гарячих чи холодних об'єктів, але можуть бути пошкоджені в результаті різких ударів і коли емаль стирається, чавунна основа часто схильна до корозії.
Тверді керамічні раковини мають багато спільного з емальованочавунними, але без ризику пошкодження поверхні, що призводить до корозії.
Кам'яні раковини були у вжитку ще в давнину. Деякі з найбільш популярних каменів: мармур, травертин, онікс, граніт.
Скло, бетон і терраццо як матеріали раковини надають їй естетичної привабливості і можуть бути отримані в широкому діапазоні незвичайних форм і кольорів.
Раковини, особливо виготовлені з нержавіючої сталі, можуть бути оснащені вбудованою сушаркою для вимитого посуду.

## Типи раковин
Розрізняють три основні стилі раковин для ванних кімнат:
1. Консольна раковина. Таку раковину прикріплюють до стіни за допомогою кронштейнів.
2. Раковина-«тюльпан». Вона має ніжку-п'єдестал, за якою розташована вся комунікація.
3. Так званий «Мойдодир». Раковина вбудовується в стіл або комод. Також до комплекту раковини входить дзеркало.

Також існують цілком унікальні варіанти у вигляді мультяшних персонажів та зірок. Сучасний світ постійно зазнає змін та розвивається, і модні тенденції постійно з'являються та виходять з моди. Наприклад, раковини у формі посудин, які базуються на перших умивальниках, тепер стають центром уваги в домівках.

## Умивальник у культурі
- «Мийдодір» — віршована казка К. І. Чуковського

## Цікаві факти
Одна з міських легенд стверджує, що напрямок руху води у міні-виру в зливі раковини пов'язаний з силою Коріоліса. Але це спростовується простим експериментом: одночасним спостереженням через вебкамери за двома одинаковими раковинами, одна з яких розташовується в північній, друга — в південній півкулі. Дослід показує, що напрямок виру не пов'язаний з обертанням Землі, він залежить радше від геометрії раковини і від мікропотоків, що виникають у масі води чи під час наповнення чи під час іншого її руху.